# A Bridge Hollow-i átok
A Bridge Hollow-i átok (eredeti cím: The Curse of Bridge Hollow) 2022-es amerikai horror-filmvígjáték, amelyet Todd Berger és Robert Rugan forgatókönyvéből Jeff Wadlow rendezett. A főszerepet Marlon Wayans, Priah Ferguson, Kelly Rowland, John Michael Higgins, Lauren Lapkus, Rob Riggle és Nia Vardalos alakítja.
A film 2022. október 14-én jelent meg a Netflixen.

## Cselekmény
Egy tinédzser lány, aki halloweenkor véletlenül elszabadít egy ősi, rosszindulatú szellemet, ami miatt a dekorációk életre kelnek és pusztítást végeznek, össze kell fognia azzal, akit a legkevésbé sem szeretne, hogy megmentse a városukat – az apjával!

## Szereplők
| Szerep                  | Színész              | Magyar hang            |
| ----------------------- | -------------------- | ---------------------- |
| Howard Gordon           | Marlon Wayans        | Kálid Artúr            |
| Sydney Gordon           | Priah Ferguson       | Kobela Kíra            |
| Emily Gordon            | Kelly Rowland        | Nádasi Veronika        |
| Floyd igazgató          | John Michael Higgins | Tarján Péter           |
| Tammy Rice polgármester | Lauren Lapkus        | Madarász Éva           |
| Sully                   | Rob Riggle           | Horváth-Töreki Gergely |
| Madam Hawthorne         | Nia Vardalos         | Gruber Zita            |
| Ramona                  | Abi Monterey         | Csikos Léda            |
| Jamie                   | Holly J. Barrett     | Engel-Iván Lili        |
| Mario                   | Myles Vincent Perez  | Gáll Dávid             |
| Victoria                | Helen Slayton-Hughes | Bókai Mária            |